# الحزم (مأرب)
الحزم هي إحدى قرى الجمهورية اليمنية. وهي تتبع جغرافيًا لمحافظة مأرب. وإداريًا لمديرية مدغل الجدعان. يبلغ تعداد سكانها 1474 نسمة حسب الإحصاء الذي أجري عام 2004.